# Rezerwat przyrody Czarci Dół
Rezerwat przyrody Czarci Dół – torfowiskowy, częściowy rezerwat przyrody położony w gminie Celestynów, na zachód od wsi Zabieżki (powiat otwocki, województwo mazowieckie). Leży w granicach Mazowieckiego Parku Krajobrazowego.
Został powołany Zarządzeniem Ministra Leśnictwa i Przemysłu Drzewnego z dnia 24.11.1983 r. (M.P. z 1983 r. nr 39, poz. 230) na powierzchni 8,75 ha (obecna powierzchnia zatwierdzona w planie ochrony wynosi 9,02 ha, różnica wynika z włączenia drogi). Celem ochrony tego rezerwatu jest ochrona zbiorowisk torfowych z charakterystyczną florą i fauną.

## Walory przyrodnicze
Największą powierzchnię zajmuje bór wilgotny (38,3%) i bór bagienny (35,9%), a gatunkiem panującym na całej powierzchni leśnej jest sosna.
Szczególnej ochronie podlega niewielkie torfowisko wysokie. Na niewielkiej powierzchni zachował się bór bagienny z charakterystycznymi karłowatymi sosnami. Występują tu drobne jeziorka, które są efektem dawnej eksploatacji torfu. Z uwagi na obniżanie się wód gruntowych obserwuje się zanikanie torfowisk, wysychanie i zarastanie bagienek. Roślinność tu występująca jest typowa dla torfowisk, grozi jej więc zanikanie. Niedostępne, zabagnione tereny są ostoją zwierzyny, w tym płazów i gadów.
Około 5 km na południowy zachód od rezerwatu Czarci Dół, w pobliżu Osiecka, położony jest leśny wąwóz, w którym znajdowała się kiedyś leśniczówka o tej samej nazwie. Z wąwozem związane są legendy ludowe o czarcie budującym niedaleko kościół. Przez Czarci Dół przebiega żółty szlak pieszy (wiejski).